# Verdunville (Virginia Occidental)
Verdunville es un lugar designado por el censo ubicado en el condado de Logan en el estado estadounidense de Virginia Occidental. En el Censo de 2010 tenía una población de 687 habitantes y una densidad poblacional de 99,23 personas por km².

## Geografía
Verdunville se encuentra ubicado en las coordenadas 37°51′22″N 82°3′29″O / 37.85611, -82.05806. Según la Oficina del Censo de los Estados Unidos, Verdunville tiene una superficie total de 6.92 km², de la cual 6.92 km² corresponden a tierra firme y (0.07%) 0.01 km² es agua.

## Demografía
Según el censo de 2010, había 687 personas residiendo en Verdunville. La densidad de población era de 99,23 hab./km². De los 687 habitantes, Verdunville estaba compuesto por el 99.56% blancos, el 0% eran afroamericanos, el 0% eran amerindios, el 0% eran asiáticos, el 0% eran isleños del Pacífico, el 0% eran de otras razas y el 0.44% pertenecían a dos o más razas. Del total de la población el 0.29% eran hispanos o latinos de cualquier raza.